# パウロ・アスンソン・ダ・シウバ
パウロ・アスンソン・ダ・シウヴァ（Paulo Assunção da Silva, 1980年1月25日 - ）は、ブラジル・ヴァルゼア・グランデ出身の元サッカー選手。現役時代のポジションはMFだった。現在はUEFAの指導者ライセンスを取得中である。

## 経歴
ブラジルの名門パルメイラスで育った。2001年にポルトガルのFCポルトに移籍し、その後はポルトガルのCDナシオナルやギリシャのAEKアテネへの期限付き移籍も経験する。その後、ポルトの待遇に不満を抱いてクラブと対立していたため、FIFA移籍規約第17条の権利を行使してポルトとの契約を解除。

### アトレティコ・マドリード
2008年夏、晴れてアトレティコ・マドリード入りを果たした。加入後すぐにレギュラーとしてプレーし、2008-09シーズンのリーグ戦全試合に出場を果たした。このシーズン、アトレティコ・マドリードはリーグ4位でフィニッシュし、来季のUEFAチャンピオンズリーグ出場権を獲得した。
アトレティコ・マドリードでの初ゴールは2010年1月17日に行われたスポルティング・デ・ヒホンとのリーグ戦であり、ホームゲームで3-2と勝利を収めている。しかしこの2010-11シーズンは、新加入のマリオ・スアレスにポジションを奪われつつあるシーズンだったため、リーグ戦は24試合の出場に終わった。翌2011-12シーズンはガビやチアゴらが新たに加わり、序列がさらに低下したため、リーグ戦においてわずか9試合でしか起用されなかった。一方クラブはUEFAヨーロッパリーグの決勝に進出し、アスレティック・ビルバオとの同国対決を制して2度目の戴冠を果たした。
2011-12シーズン終了後、クラブとの契約がまだ1年間残っていたが、ディエゴ・シメオネの構想外となった事も受けて契約を解除。サンパウロFCに1年契約で移籍した。

## 所属クラブ
- 2000  SEパルメイラス
- 2000-2001  FCポルトB
- 2002-2002  SEパルメイラス
- 2002-2004  CDナシオナル
- 2004-2008  FCポルト

2004-2005 → AEKアテネ (loan)
- 2008-2012  アトレティコ・マドリード
- 2012  サンパウロFC
- 2013  デポルティーボ・ラ・コルーニャ

## タイトル

### クラブ
FCポルト
- - ポルトガルリーグ: 2005-06, 2006-07, 2007-08
  - ポルトガルカップ: 2005-06
  - ポルトガルスーパーカップ: 2005

アトレティコ・マドリード
- UEFAヨーロッパリーグ : 2回 (2009-10, 2011-12)
- UEFAスーパーカップ : 1回 (2010)